# Spionaggio nucleare
Lo spionaggio nucleare consiste nell'insieme delle operazioni segrete aventi come obiettivo l'acquisizione di informazioni concernenti le armi nucleari.
Dal secondo dopoguerra le armi nucleari sono considerate tra i più importanti e riservati segreti di Stato: informazioni riguardanti la progettazione, la costruzione, lo stoccaggio e l'impiego degli ordigni nucleari non sono rese pubbliche o lo sono in forme molto limitate e secondo protocolli severissimi, sia per ragioni di sicurezza interna sia per i limiti imposti dai trattati internazionali per impedire la proliferazione nucleare.

## Progetto Manhattan

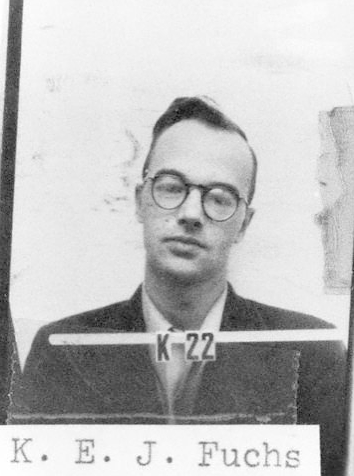
Klaus Fuchs, fisico teorico tedesco

Durante la seconda guerra mondiale prese vita il Progetto Manhattan, lo sforzo congiunto di Stati Uniti, Regno Unito e Canada per creare le prime armi nucleari. Questi studi diedero presto dei risultati, ma si verificarono numerosi casi di spionaggio nucleare da parte di alcuni scienziati del progetto o di tecnici che fornivano informazioni sugli sviluppi all'Unione Sovietica.
Queste persone sono classificate come spie atomiche e il loro lavoro continuò fino all'inizio della guerra fredda nel 1946, quando il Progetto Manhattan terminò.
Le più importanti spie atomiche furono:
- Klaus Fuchs, fisico teorico tedesco, che ha lavorato con la delegazione inglese a Los Alamos durante il Progetto Manhattan. Quando fu scoperto confessò, venne condannato e successivamente incarcerato in Gran Bretagna. Fu poi rilasciato e andò a vivere in Germania orientale.

Per via della sua stretta connessione con i molti aspetti delle attività del Progetto Manhattan nonché la vasta conoscenza tecnica, egli è considerato il più prezioso delle spie atomiche dall'Unione Sovietica in termini di informazioni circa la bomba a fissione. Fornì anche informazioni sul programma americano della bomba H, la bomba a idrogeno. Siccome non era presente al momento in cui gli scienziati svilupparono il progetto Teller-Ulam si pensò che le sue informazioni fossero deboli e inesatte, anche perché proprio in quel periodo fu scoperto e arrestato.
- Theodore Hall, un giovane fisico statunitense, come Klaus membro del Progetto Manhattan a Los Alamos, la cui identità di spia non è stata rivelata fino agli anni ottanta.

Egli non è mai stato arrestato anche se negli anni successivi ha rilasciato informazioni sia ai giornalisti sia alla sua famiglia.
- David Greenglass - statunitense, appartenente al Progetto Manhattan. Ha confessato che ha dato schemi rozzi di esperimenti di laboratorio ai sovietici durante la seconda guerra mondiale.

Altri furono George Koval, Ethel Greenglass, Julius Rosenberg e Harry Gold.